# 長瀬村 (愛知県)
長瀬村（ながせむら）は、かつて愛知県碧海郡にあった村である。
現在の岡崎市西部（西大友町・東大友町・中園町・舳越町・北野町・森越町・橋目町など）、及び安城市東部（橋目町など）に該当する。

## 歴史
- 1878年（明治11年） -
  - 東大友村と西大友村が合併し、大友村となる。
  - 北野村と西野新田が合併し、北野村となる。
- 1884年（明治17年）- 大友村が東大友村と西大友村に分立する。
- 1889年（明治22年）10月1日 - 西大友村、東大友村、長瀬村、中園村、舳越村、北野村、森越村、橋目村が合併し、長瀬村が発足。
- 1906年（明治39年）5月1日 - 中郷村、本郷村、渡村、志貴村、志賀須香村と合併し、矢作町発足。同日長瀬村は廃止。
- 1960年（昭和35年）1月1日 - 岡崎市と安城市とで境界が変更され、橋目町[1]の一部[2]が安城市へ編入される。